# Pellegrino Artusi
Pellegrino Artusi (Forlimpopoli, 4 augustus 1820 – Florence, 30 maart 1911) was een Italiaanse literaire criticus, schrijver en gastronoom. Hij is beroemd geworden door zijn alom bekende Italiaanse kookboek: La Scienza in Cucina e l’Arte di Mangiare Bene (Vertaling: De wetenschap in de keuken en de kunst om goed te eten).

## Levensloop
Artusi stamde uit een familie van goede stand. Zijn vader was Agostino Artusi en zijn moeder Teresa Giunchi. Er wordt gespeculeerd over het aantal kinderen dat het paar gekregen zou hebben, maar meerdere bronnen vermelden dat Artusi de enig overgebleven zoon van de familie was. Artusi ging naar de plaatselijke school. Daarna volgde hij een seminar in Bertinoro, waarna hij aan de universiteit van Bologna ging studeren. Op 25 januari 1851 werd zijn leven en dat van de familie Artusi voorgoed veranderd toen de beruchte bandiet Stefano Pelloni, ook wel bekend onder de naam il Passatore met zijn bende in Forlimpopoli verscheen. De bende nam alle rijke families, waaronder de Artusi’s, gevangen en sloot ze gezamenlijk op in het plaatselijke theater, terwijl de bende zo veel mogelijk waardevolle voorwerpen van uit de nu onbewaakte huizen stal.
Naar aanleiding van deze gebeurtenis besloot de familie Artusi Forlimpopoli te verlaten en zich te vestigen in Florence. Hier ging Pellegrino in de handel werken, terwijl hij zich in zijn privéleven bezighield met zijn twee grote passies: literatuur en de keuken. Op 17 april 1859 overleed zijn moeder en op 14 juli 1861 ook zijn vader. Pellegrino zocht echtgenoten voor zijn nog thuiswonende zussen en verhuisde vervolgens naar een kleinere villa aan de Piazza D’Azeglio in Florence, waar hij alleen ging wonen. Hij nam een kok en een huishoudster in dienst. De huishoudster, Marietta Sabatini, was in 1860 geboren in Massa e Cozzile. Ze zou rond 1887 bij Artusi in dienst getreden zijn en zou voor hem blijven werken tot aan zijn dood. Zij zou tevens een rol spelen in de totstandkoming van Artusi’s kookboek en is de bedenkster van de Panettone Marietta, recept 604 uit Artusi’s kookboek. Artusi had twee katten genaamd Biancani en Sibiloni over wie hij zei: “I miei migliori amici dalla candida pelle” (mijn beste vrienden van zuivere huid). Aan hen droeg hij zijn eerste editie van La Scienza in Cucina e l’Arte di Mangiar Bene op.
Vanaf 1865 begon Artusi serieus met schrijven. Zijn eerste gepubliceerde werk was een biografie over het leven van Ugo Foscolo en het tweede een kritiek van 30 brieven over Giuseppe Giusti. Beide werken kenden weinig succes. Dat zou pas komen in 1891 met het verschijnen van La Scienza in Cucina e l’Arte di Mangiar Bene dat hem grote naamsbekendheid zou bezorgen. Pellegrino Artusi is nooit getrouwd en is de rest van zijn leven in de villa aan de Piazza D’Azeglio blijven wonen. Hier is hij in 1911 op 90-jarige leeftijd gestorven.
Artusi ligt begraven op de begraafplaats van ‘de Heilige Deuren’ van San Miniato, in de abdij San Miniato al Monte. Zijn graf wordt gekenmerkt door een gedenksteen met een bronzen basis van zandsteen. Het is een werk van een bekende beeldhouwer uit Artusi’s tijd, Italo Vagnetti.

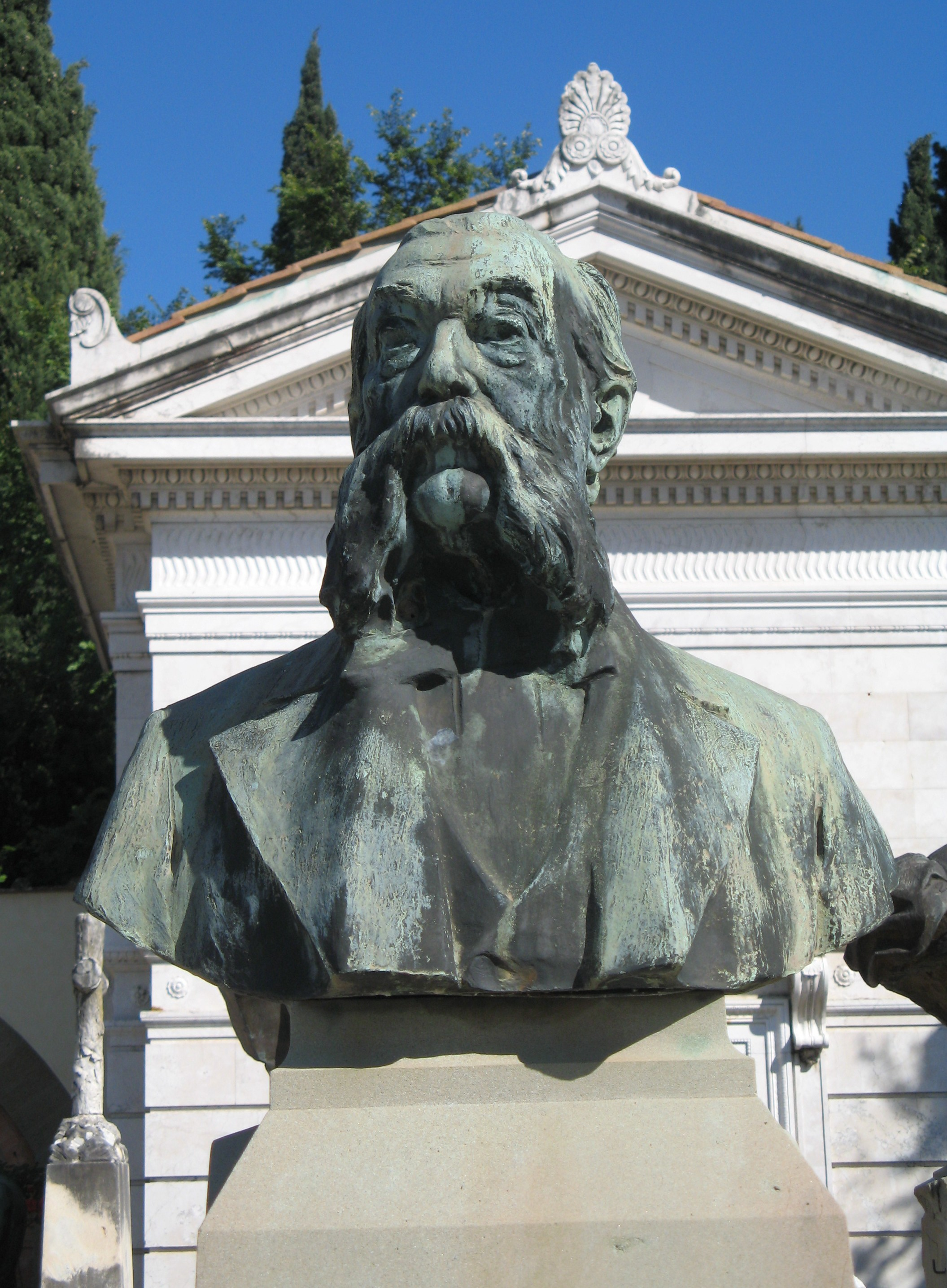
Buste van Pellegrino Artusi op de begraafplaats van San Miniato al Monte

## Werken
Artusi’s eerste werk was een biografie over het leven van Ugo Foscolo, onder de titel Vita di Ugo Foscolo: Note al carme dei Sepolcri uitgegeven in 1878. Zijn tweede werk was Osservazioni in appendice a 30 lettere del Giusti, uitgeven in 1881. Beide keren heeft Artusi de publicaties zelf bekostigd, maar geen van beide werken is ooit een succes geworden. De handleiding La Scienza in Cucina e l’Arte di Mangiar Bene is zijn derde en laatste boek. Artusi bracht in het boek een verzameling van Italiaanse recepten uit de regionale keuken bijeen, in het bijzonder uit Toscane en Emilia-Romagna), die samen het eerste nationale kookboek van Italië zouden gaan vormen.

## Nalatenschap
De wetenschap in de keuken en de kunst om goed te eten was ooit, samen met Pinokkio van Carlo Collodi, De Verloofden van Alessandro Manzoni en Jeugdleven van Edmondo De Amicis, een van de meest gelezen boeken in Italië. Professor Paolo Mantegazza, stichter van het Museum voor Antropologie en Volkenkunde van Florence, schreef een brief aan Artusi waarin hij stelde: "Door het schrijven van dit boek heeft u een goede daad gedaan, en daarom wens ik u wel honderd edities toe." Deze wens wordt ook vaak genoemd in de correspondentie tussen Benedetto Croce en de Italiaanse filosoof en pedagoog Giovanni Gentile in de twintigste eeuw.
Vandaag de dag is het boek een van de meest internationaal verspreide Italiaanse werken. Het is vertaald in het Engels, Spaans, Duits, Nederlands, Frans, Portugees en Japans. Er zijn tot nu toe meer dan 130 miljoen exemplaren verkocht. Het is een belangrijk boek dat in het heden nog altijd actueel aanwezig is.

### La Festa Artusiana
Sinds 1997 wordt in de geboorteplaats van Artusi een feest ter ere van hem en zijn kookboek gehouden: La Festa Artusiana. Het festival draait om eten, cultuur en vermaak. Tevens worden ieder jaar twee prijzen uitgereikt. De ene gaat naar de persoon die de meest originele bijdrage levert aan de relatie tussen mensen en voedsel: de Pellegrino Artusi prijs. De andere gaat naar een huisvrouw of huisman die zich in de gedachte van Pellegrino en Marietta zeer verdienstelijk in het huishouden heeft gemaakt: de Marietta Prijs.

## Edities
- La scienza in cucina e l’arte di magiar bene, Grandi Tascabili Econimici 1975, ISBN 88-7983-555-6
- De wetenschap in de keuken en de kunst om goed te eten, Pereboom 2004, ISBN 9077455264
- De wetenschap in de keuken en de kunst om goed te eten, Novecento 2013, ISBN 9789491126031